# Freischarenzüge

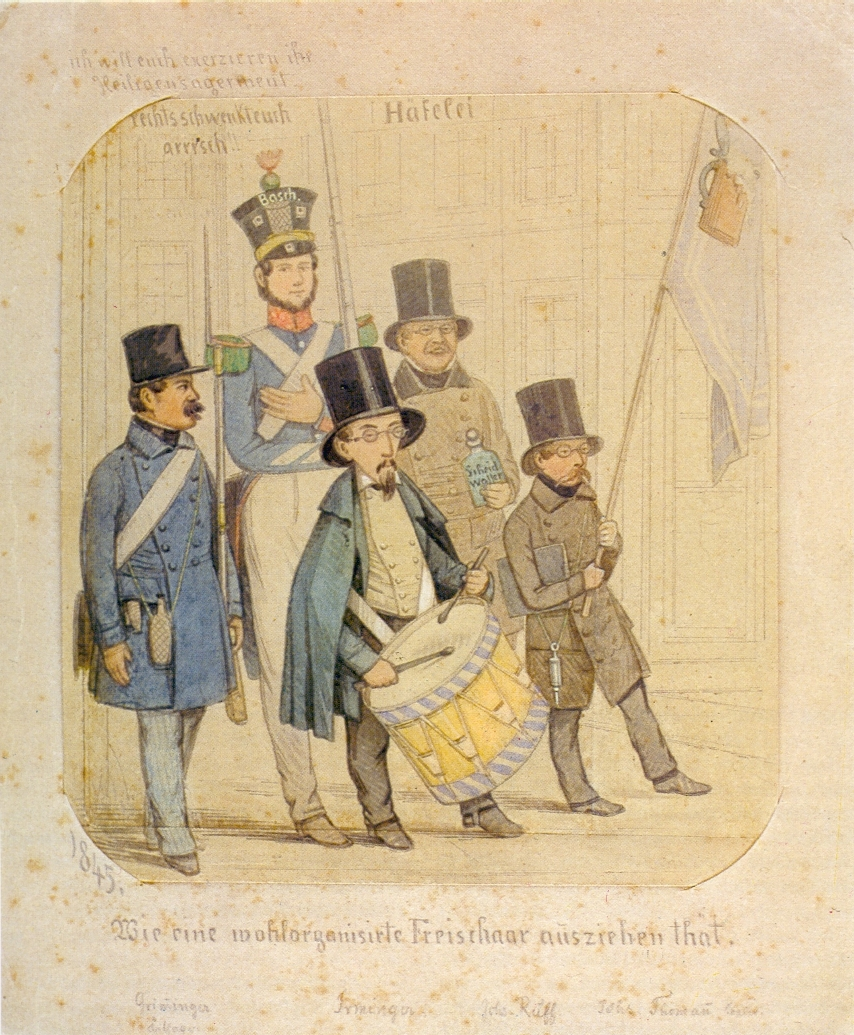
Freischärler mit Gottfried Keller als Trommler, Karikatur von Johannes Ruff, 1845

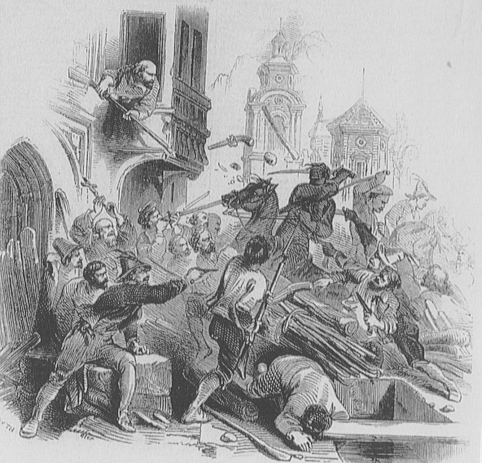
Die Freischärler werden zurückgeschlagen (1845)

Die Freischarenzüge waren zwei gescheiterte antiklerikale Umsturzversuche in der Schweiz in den Jahren 1844 und 1845. Ziel der radikal-liberalen Aufständischen war es, die konservative Regierung des Kantons Luzern zu stürzen und die Jesuiten zu vertreiben. Andere Kantone waren mit der Entsendung von Freischaren indirekt beteiligt, während die Tagsatzung sich zurückhielt. Die Aufstände hatten die Gründung des Sonderbundes zur Folge und waren Auslöser des Sonderbundskriegs.

## Erster Freischarenzug
Indirekter Auslöser der Freischarenzüge war die Aufhebung der Klöster im Kanton Aargau im Januar 1841 (Aargauer Klosterstreit). Daraufhin stellte der Kanton Aargau am 19. August 1844 an der Tagsatzung den Antrag, die Jesuiten aus der Schweiz auszuweisen, was jedoch abgelehnt wurde. Der von Katholisch-Konservativen regierte Kanton Luzern berief am 24. Oktober die Jesuiten an die höheren Lehranstalten, was in liberalen Kreisen für Empörung sorgte.
Bei einem schlecht koordinierten Umsturzversuch versammelten sich am 8. Dezember 1844 rund 100 liberal gesinnte Luzerner, welche aber von Regierungstruppen auseinandergetrieben wurden. Zur gleichen Zeit zogen etwa 1000 Freischärler aus den Kantonen Aargau, Solothurn und Baselland in Richtung Luzern. Die Freischärler konnten bei Emmenbrücke die Luzerner Regierungstruppen zwar zurückschlagen, waren aber über das weitere Vorgehen uneinig und mussten sich zurückziehen, da in der Zwischenzeit starke luzernische Milizverbände anrückten. Die Luzerner Regierung ging mit zahlreichen Verhaftungen sowie politischen und wirtschaftlichen Repressionen gegen die Aufständischen vor, aber auch viele Unbeteiligte waren davon betroffen.

## Zweiter Freischarenzug
Als Reaktion auf die Niederschlagung des ersten Aufstands bildete sich in den liberalen Kantonen eine Massenbewegung gegen die Luzerner Regierung. Die Agitation auf der liberalen Seite erreichte, angestachelt durch geflüchtete Luzerner, einen neuen Höhepunkt. Es bildeten sich Anti-Jesuiten-Vereine, Volksversammlungen wurden abgehalten, Petitionen organisiert, in den Zeitungen erschienen aufrührerische Artikel. Verschiedene Kantone wandten sich offiziell zwar gegen einen möglichen zweiten Freischarenzug, sicherten aber im Geheimen Unterstützung zu.
Angeführt vom späteren Bundesrat Ulrich Ochsenbein und dem abgesetzten Luzerner Regierungsrat Jakob Robert Steiger, zogen in der Nacht vom 30. auf den 31. März 1845 etwa 3500 Freiwillige von Huttwil und Zofingen in Richtung Luzern. Prominente Teilnehmer waren auch der spätere Bundespräsident Jakob Dubs und der Dichter Gottfried Keller, die aber nicht an Kämpfen teilnahmen. Mit einem Gewaltmarsch stiess die Hauptmacht der Aufständischen bis kurz vor Luzern vor. Wegen der einbrechenden Dunkelheit und der allgemeinen Erschöpfung der bereits stark dezimierten Truppen verzichtete Ochsenbein auf die Beschiessung und Einnahme der Stadt.
Ein in der Nacht versehentlich abgegebener Schuss führte unter den ungeordneten und verunsicherten Freischärlern zu einer panikartigen Flucht. Grössere Abteilungen gerieten bei Malters in einen Hinterhalt (siehe Gefecht bei Malters). Am nächsten Morgen stiessen die Luzerner Regierungstruppen nur noch auf kleinere Gruppen. Insgesamt forderten die Kämpfe über 120 Todesopfer, davon mehr als 100 bei den Freischärlern. Die Luzerner machten rund 2000 Gefangene. Die Kantonsregierung ging gegen die Aufständischen hart vor: Über 700 Luzerner wurden zu Gefängnisstrafen verurteilt, die Freischärler aus anderen Kantonen gegen hohe Lösegeldzahlungen freigelassen. Literarischen Niederschlag fanden diese Vorkommnisse in Gottfried Kellers Erzählung «Frau Regel Amrain und ihr Jüngster», 1856 erschienen in der Novellensammlung Die Leute von Seldwyla.
Als Reaktion auf die beiden Freischarenzüge bildeten die sieben katholischen Kantone Luzern, Uri, Schwyz, Unterwalden, Zug, Freiburg und Wallis den Sonderbund. Nachdem dessen Existenz ein Jahr später bekannt wurde, verhärteten sich die Fronten weiter, und der über Jahre hinweg geschürte Konflikt entlud sich 1847 im Sonderbundskrieg.